# Station Invershin
Station Invershin (Engels: Invershin railway station) is het spoorwegstation van de Schotse plaats Invershin. Het station ligt aan de Far North Line en is geopend in 1874.